# Bassin Indo-Pacifique
Cet article concerne un concept de biologie marine. Pour l'espace géopolitique, voir Zone indo-pacifique.

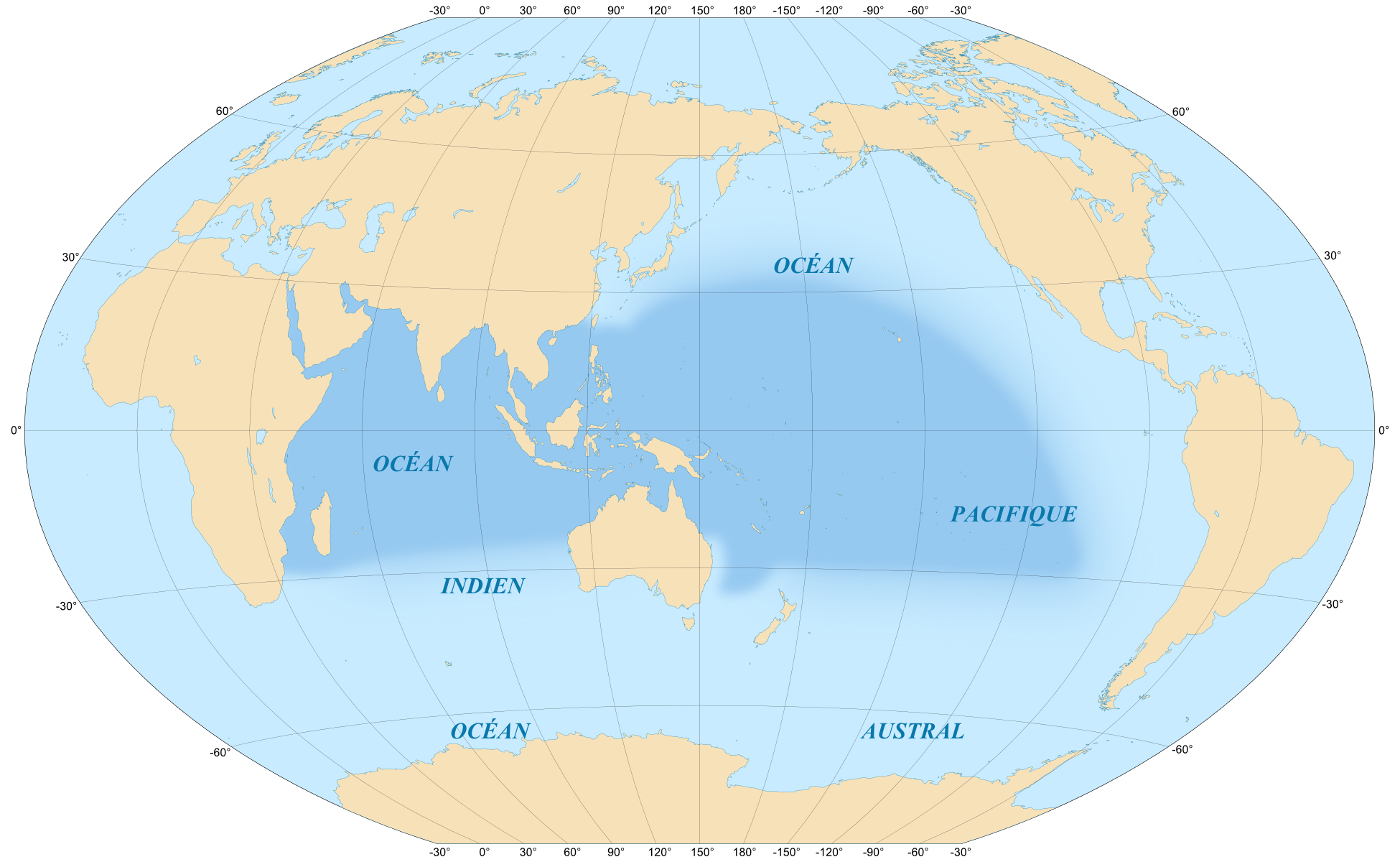
Zone couverte par le bassin Indo-Pacifique

Le bassin Indo-Pacifique est une région biogéographique océanique qui comprend les zones tropicales et subtropicales de l'océan Indien et de la partie occidentale de l'océan Pacifique. Ces deux océans possèdent en effet en commun une même source principale originelle de biodiversité centrée sur l'archipel indonésien. De nombreuses espèces marines et littorales se trouvent ainsi représentées aussi bien dans l'océan Indien que dans le Pacifique, alors que l'océan Atlantique qui n'est pas relié aux précédents par des eaux tropicales possède une faune et une flore souvent différentes.
Le bassin Indo-Pacifique inclut les mers annexes, comme la mer Rouge, mais exclut les parties tempérées et polaires des deux océans ainsi que la partie orientale de l'océan Pacifique le long des côtes américaines qui constitue un domaine biogéographique bien distinct,.